# Giovanni Antonini
Giovanni Antonini (Milano, 1965) è un flautista e direttore d'orchestra italiano.

## Biografia
Nato a Milano, ha frequentato la Civica Scuola di Musica di Milano e il Centre de Musique Ancienne di Ginevra, studiando flauto dolce e flauto traverso barocco. Nel 1985, insieme a Luca Pianca, ha co-fondato il Giardino Armonico, che dirige dal 1989.
Specializzatosi nell'esecuzione e interpretazione del repertorio di musica barocca e classica, Antonini si è esibito nel corso degli anni con artisti illustri, tra cui Christoph Prégardien, Giovanni Sollima, Katia e Marielle Labèque, Viktoria Mullova, Giuliano Carmignola e Cecilia Bartoli. Ha tenuto tournée in tutto il mondo e ha ricevuto numerosi premi, tra cui, con Il Giardino Armonico, il Gramophone Award, Diapason d'Or e Choc du Monde de la Musique.
Come direttore ha collaborato con orchestre come i Berliner Philharmoniker, la Chicago Symphony, la London Symphony e l’Orchestra reale del Concertgebouw di Amsterdam, eseguendo programmi di musiche barocche e classiche.
Nel 2011 ha rivestito il ruolo di direttore artistico per il Festival Mozart della città di Barcellona, mentre nel 2013 per il festival Wratislavia Cantans.
Nel 2014, Antonini, insieme a Il Giardino Armonico e all'Orchestra da Camera di Basilea, ha avviato un progetto con l'obiettivo di eseguire e registrare su strumenti d'epoca l'integrale delle sinfonie di Franz Joseph Haydn entro il 2032, per commemorare il 300º anniversario della nascita del compositore.
Nel 2019 ha diretto l'opera Giulio Cesare in Egitto di Händel al Teatro alla Scala di Milano.